# Доситеј Верхњеостровски
Доситеј Верхњеостровски, или Доситеј Псковски (умро 1481/2) - преподобни Руске православне цркве.

## Биографија
О детињству и световном животу преподобног Доротеја Верхњеостровског практично нема сачуваних података, а други биографски подаци о њему су веома оскудни и фрагментарни. Доситеј је био ученик светог Јефросина Псковског.
Оснивач и први игуман Петропавловског Верхнеостровског манастира на острву Верхни на Псковском језеру. Оснивање манастира датира из 1470. године; Према хроникама, острва Талаб су у то време била непроходна шумска шипражја и служила су као уточиште за разбојнике. У свом манастиру Доситеј Верхњеостровски је увео пустињски конак.
Његове мошти почивају сакривене у Верхнеостровском манастиру, који је укинут 1764. године и претворен у парохијску цркву Петра и Павла. После Октобарске револуције, храм су затворили бољшевици, много свештенства је ухапшено и прогнано без права на повратак након ослобођења, неки су стрељани. Тренутно се манастир постепено обнавља.
Године 1987. име Доситеја Верхњеостровског уврштено је у Сабор Псковских светитеља; Спомен светитеља празнује се 8. октобра и у Сабору Псковских светитеља (у недељу 3. по Духовима).